# Jリーグ U-17チャレンジカップ
Jリーグ U-17チャレンジカップ（ジェイリーグ・アンダー・セブンティーン・チャレンジカップ）は、日本プロサッカーリーグ（Jリーグ）が主催する高校生年代の育成型チーム、いわゆるユース年代のうち、17歳以下の選手を対象としたリーグ戦である。

## 概要

### 開催にあたり
これまでJリーグの育成型組織（アカデミー）の大会としては、ユース年代の「Jユースカップ」、「Jリーグ U-16チャレンジリーグ」、ジュニアユース（中学生）を対象とする「Jリーグ U-14」、「Jリーグ U-13」といった大会を展開し、育成型組織から世界に通用する選手の育成と、国際大会出場機会の提供を促しているが、今大会はJリーグ U-16チャレンジリーグの2015年大会の成績上位チームに加え、アジア各国のユース年代のクラブチームを招待し、さらなる国際大会経験の強化とトップレベルの選手の成長機会の高揚を目指して開催する。

### 試合方式
- 初日と2日目は予選リーグとして上記8チームを4チームずつ2組に分けて、1回戦総当たりを行う。試合は35分ハーフ（ハーフタイム5分）とし、勝ち点制（勝ち3、引き分け1、負け0。同勝ち点の場合は得失点差→総得点→当該チーム間の直接対決成績（勝ち点→得失点差→総得点）→抽選で決定）で順位を決める。
- 3日目は順位決定（決勝）トーナメントを行う。各組の上位2チームは1-4位決定トーナメント、3位は5・6位決定戦、4位は7・8位決定戦をそれぞれ行い順位を決定する。試合は35分ハーフで、同点の場合は延長戦を行わず、PK戦で順位を決定する。
- 1チームの登録人数は18人とし、交代人数の制限はなし。また交代選手がリエントリー（再出場）することも認める。出場資格　開催年17年前の1月1日以後出生の選手。

## 第1回（2015年）

### 概要
- 会期　2015年9月21日-9月23日
- 会場　堺市立サッカー・ナショナルトレーニングセンター「J-GREEN堺」（堺市）
- 主催　日本プロサッカーリーグ
- 協力　日本コカ・コーラ

### 出場チーム
- ジェフユナイテッド市原・千葉（2015年度U-16チャレンジリーグ第5グループ優勝）
- 鹿島アントラーズ（同第2グループ優勝）
- 松本山雅FC（同第3グループ優勝）
- 横浜F・マリノス（同第4グループ優勝）
- 蔚山現代FC（大韓民国）
- PVF（ベトナム）
- チョンブリFC（タイ王国　2015年度U-16チャレンジリーグ第1グループ優勝）
- 蔚山現代FC（大韓民国）
- 杭州緑城FC（中華人民共和国）

## 第2回（2016年）

### 概要
- 会期　2016年9月17日-9月19日
- 会場　堺市立サッカー・ナショナルトレーニングセンター「J-GREEN堺」（堺市）
- 主催　日本プロサッカーリーグ

### 出場チーム
- 栃木SC（U－16 チャレンジリーグ グループ1 優勝）
- 松本山雅FC（U－16 チャレンジリーグ グループ2 準優勝）
- アビスパ福岡（U－16 チャレンジリーグ グループ3 優勝）
- 京都サンガF.C. （U－16 チャレンジリーグ グループ4 優勝）
- セレッソ大阪（U－16 チャレンジリーグ グループ5 優勝）
- FC東京（U－16 チャレンジリーグ グループ6 優勝）
- 蔚山現代FC（韓国）
- フーラド・フーゼスタン（イラン）
- マメロディ・サンダウンズFC（南アフリカ）

## 第3回（2017年）

### 概要
- 会期 2017年9月16日 - 9月18日
- 会場　堺市立サッカー・ナショナルトレーニングセンター「J-GREEN堺」（堺市）
- 主催　日本プロサッカーリーグ

### 出場チーム
- 横浜F・マリノス（U－16 チャレンジリーグ グループ1 優勝）
- FC町田ゼルビア（U－16 チャレンジリーグ グループ2 優勝）
- セレッソ大阪（U－16 チャレンジリーグ グループ3 優勝）
- 徳島ヴォルティス（U－16 チャレンジリーグ グループ4 優勝）
- ガンバ大阪（U－16 チャレンジリーグ グループ5 準優勝）
- ベガルタ仙台（U－16 チャレンジリーグ グループ6 優勝）
- 水原三星ブルーウィングス（韓国）
- フォルトゥナ・デュッセルドルフ（ドイツ）
- クルゼイロEC（ブラジル）
- チーバス・グアダラハラ（メキシコ）

## 第4回（2018年）

### 概要
- 会期 2018年9月15日 - 9月17日
- 会場　堺市立サッカー・ナショナルトレーニングセンター「J-GREEN堺」（堺市）
- 主催　日本プロサッカーリーグ

### 出場チーム
- 鹿島アントラーズ（U－16 チャレンジリーグ グループ1 優勝）
- FC町田ゼルビア（U－16 チャレンジリーグ グループ2 優勝）
- 湘南ベルマーレ（U－16 チャレンジリーグ グループ3 優勝）
- 大分トリニータ（U－16 チャレンジリーグ グループ4 優勝）
- ガンバ大阪（U－16 チャレンジリーグ グループ5 優勝）
- セレッソ大阪（U－16 チャレンジリーグ グループ6 優勝）
- ヴァンフォーレ甲府（U－16 チャレンジリーグ グループ7 優勝）
- 水原三星ブルーウィングス（韓国）
- レアル・ソシエダ（スペイン）
- サンパウロFC（ブラジル）